# دالشیتسه (ناحیه یابلونتس ناد نیسوو)
دالشیتسه (به چکی: Dalešice) یک منطقهٔ مسکونی در جمهوری چک است که در ناحیه یابلونتس ناد نیسوو واقع شده‌است.